# Graça (Pedrógão Grande)
Graça ist eine portugiesische Gemeinde (Freguesia) im Kreis (Concelho) von Pedrógão Grande. In ihr leben 598 Einwohner (Stand 19. April 2021).

## Geografie
Graça liegt 13 km südwestlich der Kreisstadt Pedrógão Grande, und 72 km östlich der Distrikthauptstadt Leiria.

## Geschichte
Über die Ursprünge des Ortes ist nichts Genaues bekannt. Thesen über die Gründung zu Zeiten der römischen Besatzung existieren ebenso, wie solche, die eine Gründung durch die Mauren während der arabischen Herrschaft für wahrscheinlich halten. Eine eigenständige Gemeinde wurde Graça zwischen 1581 und 1592.